# زمین‌شناسی منطقه کانتربری

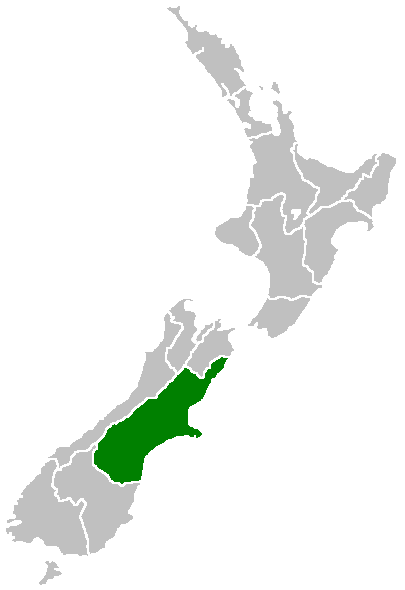
منطقه کانتربری

کانتربری در نیوزیلند بخشی از جزیره جنوبی در شرق آلپ جنوبی (Kā Tiritiri o te Moana) است که از رودخانه وایائو اووا در شمال تا رودخانه وایتاکی در جنوب امتداد دارد (این منطقه کوچکتر از منطقه تحت مدیریت محیط زیست کانتربری است).
در غرب آلپ جنوبی، گسل آلپ قرار دارد، یک مرز گسلی بزرگ که از جزیره جنوبی از فیوردلند در جنوب تا منطقه مارلبورو در شمال، جایی که به چندین گسل تقسیم می‌شود، عبور می‌کند. صفحه اقیانوس آرام در شرق گسل آلپ و صفحه استرالیا در غرب آن قرار دارد. صفحه اقیانوس آرام با سرعت حدود ۳۵ میلی‌متر در سال نسبت به صفحه استرالیا به سمت جنوب غربی (SSW) در حال لغزش و با سرعت ۱۰ میلی‌متر در سال در حال بالا آمدن است که منجر به تشکیل کوه‌های آلپ جنوبی شده است.
گسل آلپ تا اوایل میوسن (۲۳ میلیون سال پیش) توسعه نیافته بود. ده میلیون سال پیش، آلپ جنوبی تپه‌های کم‌ارتفاعی بودند و تنها در حدود ۵ میلیون سال پیش به کوهستان تبدیل شدند.
در شرق آلپ جنوبی، دشت‌های کانتربری قرار دارند که توسط رسوبات فرسایش یافته از آلپ جنوبی تشکیل شده‌اند. در ساحل، درست در جنوب شرقی کرایست‌چرچ، شبه‌جزیره بنکس قرار دارد که از دو آتشفشان بزرگ عمدتاً بازالتی مربوط به دوران میوسن تشکیل شده است.

## سنگ‌های زیرزمین
تمام سنگ‌های پی‌سنگ زیر منطقه کانتربری متعلق به تران کامپوزیت تورلس (راکایا و پاهائو) هستند. آنها عمدتاً از گری‌وک (ماسه سنگ و گل سنگ سخت شده) تشکیل شده‌اند که در یک محیط دریایی عمیق انباشته شده‌اند و قبل از باز شدن دریای تاسمان در اواخر کرتاسه (۸۰ میلیون سال پیش) به قاره گندوانا پیوسته‌اند. آنها در کوه‌های آلپ جنوبی و دامنه‌های کوه رخنمون دارند. سنگ‌های راکایا ترانه، با سن پرمین تا تریاس پسین (۳۰۰–۲۰۰ میلیون سال پیش)، در جنوب رنگیورا قرار دارند. سنگ‌های Pahau Terrane، با سن ژوراسیک پسین تا کرتاسه پیشین (۱۶۰ تا ۱۰۰ میلیون سال پیش)، در شمال رخنمون دارند و احتمالاً از Rakaia Terrane مشتق شده‌اند. در مرز بین این دو زمین، کمربند Esk Head، یک کمربند ۱۱ درجه‌ای قرار دارد. آمیزه‌ای از سنگ‌های شکسته و تغییر شکل یافته به عرض چند کیلومتر.
سنگ‌های پی‌سنگ درست در شرق گسل آلپ و در جنوب تیمارو به شیست دگرگون شده‌اند.

## آلپ جنوبی
آلپ جنوبی بین ۲۳۰ تا ۱۷۰ میلیون سال پیش به عنوان رسوبات رسوبی آغاز شد. سازندهای عمدتاً گریوک بین ۱۴۰ تا ۱۲۰ میلیون سال پیش به رشته‌کوه‌ها تبدیل شدند. از حدود ۲۶ میلیون سال پیش، دومین دوره مداوم بالاآمدگی، آلپ جنوبی امروزی را تشکیل داد که ناشی از برخورد صفحه تکتونیکی اقیانوس آرام با صفحه استرالیا بود. مرز صفحه با گسل آلپ نشان داده می‌شود که کمی به سمت غرب از شکاف اصلی آلپ جنوبی امتداد دارد.

## آتشفشان‌های کوه سامرز
فعالیت‌های آتشفشانی در اطراف منطقه کوه سامرز / ته کیکی و دامنه‌های نزدیک آن در اواخر کرتاسه (۱۰۰ تا ۶۶ میلیون سال پیش) رخ داده است. بقایای آن هنوز در دامنه تپه‌های مالورن و رودخانه رانگیتاتا وجود دارد.

## سنگ آهک
ماسه‌سنگ، گل‌سنگ و مقداری سنگ آهک از اواخر کرتاسه تا پلیوسن در بسیاری از مناطق رسوب کرده‌اند. رخنمون‌های سنگ آهک الیگوسن (۳۴ تا ۲۴ میلیون سال پیش) در جنوب کانتربری در اطراف منطقه رودخانه اوپیهی، و در شمال کانتربری در اطراف اومیهی، و در شمال‌تر در نزدیکی وایائو رخ داده‌اند. رخنمون‌هایی نیز در جنوب تپه قلعه رخ داده‌اند.

## شبه جزیره بنکس
بندرهای لیتلتون/واکارائوپو و آکاروآ مربوط به دو آتشفشان بزرگ روی هم افتاده هستند که شبه جزیره بنکس را در اواخر میوسن (۱۱ تا ۶ میلیون سال پیش) ساخته‌اند.

## آتشفشان‌های پلیوسن
فوران‌های بازالت در نزدیکی تیمارو و جرالدین، حدود ۲٫۵ میلیون سال پیش رخ داد.

## دریاچه‌های یخچالی و مورین‌ها
دریاچه‌هایی مانند دریاچه پوکاکی و دریاچه تکاپو در منطقه مکنزی، بستر یخچال‌های طبیعی پیشین را نشان می‌دهند.

## کانسارهای کواترنری
بخش عمده‌ای از دشت‌های کانتربری پوشیده از رسوبات آبرفتی بسیاری از رودخانه‌های بزرگی است که از آلپ جنوبی سرچشمه می‌گیرند.

## زلزله‌ها
به‌طور کلی، زمین لرزه‌های کمی در منطقه کانتربری رخ می‌دهد. با این حال، گسل آلپ آخرین بار در سال ۱۷۱۷ میلادی دچار شکستگی شد و انتظار می‌رود هر ۲۰۰ تا ۳۰۰ سال یک زلزله بزرگ در گسل آلپ رخ دهد. روانگرایی زمین می‌تواند تا ۱۵۰ درجه سانتیگراد رخ دهد. کیلومتر از مرکز زلزله برای یک زلزله بزرگ.
زلزله‌های قابل توجه عبارتند از:
- زمین‌لرزه ۱۸۸۸ نورث کانتربری
- زلزله کانتربری در سال ۲۰۱۰، با بزرگی ۷٫۱ ریشتر، خسارات گسترده‌ای به بار آورد.
- زلزله کانتربری در سال ۲۰۱۱، با قدرت ۶٫۳ ریشتر، باعث خسارات و مرگ و میر گسترده شد.

## مکان‌های مورد علاقه زمین‌شناسی
- در اطراف شبه جزیره بنکس رانندگی کنید. به دنبال قلعه راک، بالای دره هیتکوت، دایک‌های برجسته نزدیک گذرگاه کایتونا و غیره باشید.
- از کرایست‌چرچ به سمت آرتورز پس رانندگی کنید و از طریق آلپ جنوبی به گریموث برسید. همان‌طور که به گسل آلپ نزدیک می‌شوید، به تغییر از گری‌وک به شیست توجه کنید.
- با ماشین به سمت کوه کوک بروید و از یخچال‌های طبیعی هوکر و هاوپاپا / یخچال تاسمان دیدن کنید.
- برای شنا در آب گرم، از کرایست‌چرچ به سمت هانمر اسپرینگز رانندگی کنید و در مسیر، سنگ آهک‌های وکا پس را ببینید.

## نقشه‌ها
نقشه‌های زمین‌شناسی نیوزیلند را می‌توان از مؤسسه علوم زمین‌شناسی و هسته‌ای نیوزیلند (GNS Science)، یک مؤسسه تحقیقاتی دولتی نیوزیلند، تهیه کرد. جی آن اس نقشه‌ای از مبانی زمین‌شناسی نیوزیلند منتشر می‌کند.
نقشه‌های اصلی ۱ هستند: مجموعه ۲۵۰۰۰۰ نقشه که به صورت مجموعه‌ای از ۲۱ نقشه و کتابچه در سال ۲۰۱۰ تکمیل خواهد شد. نسخه‌های با وضوح پایین این نقشه‌ها (بدون کتابچه مربوطه) را می‌توان به صورت رایگان از سایت جی آن اس دانلود کرد. نقشه منطقه کرایست‌چرچ در سال ۲۰۰۸ منتشر شد، و نقشه منطقه آئوراکی در سال ۲۰۰۷ منتشر شد.

## برای مطالعهٔ بیشتر
- گراهام، ایان جی و همکاران؛ قاره‌ای در حال حرکت علوم زمین نیوزیلند در قرن بیست و یکم - انجمن زمین‌شناسی نیوزیلند با همکاری GNS Science، ۲۰۰۸.شابک ‎۹۷۸−۱−۸۷۷۴۸۰−۰۰−۳شابک ۹۷۸-۱-۸۷۷۴۸۰-۰۰-۳.
- تکتونیک صفحه‌ای برای کیوی‌های کنجکاو – آیتکن، جفلی؛ GNS Science، ۱۹۹۶.شابک ‎۰−۴۷۸−۰۹۵۵۵−۴شابک ۰-۴۷۸-۰۹۵۵۵-۴